# Sanxia
Sanxia (chiń. upr. 三峽区; chiń. trad. 三峽區; pinyin Sānxiá qū; Wade-Giles San-hsia ch’ü; pe̍h-ōe-jī Sam-kiap-khu) – dzielnica (chiń. 區, qū) miasta wydzielonego Nowe Tajpej na Tajwanie. Znajduje się w południowej części miasta.
23 czerwca 2009 komitet przy Ministrze Spraw Wewnętrznych Republiki Chińskiej zarekomendował przekształcenie dotychczasowego powiatu Tajpej (chiń. trad. 臺北縣; pinyin Taibei xiàn) w miasto wydzielone; wszystkie gminy miejskie (chiń. 鎮, zhèn), jak Sanxia, gminy wiejskie i miasta wchodzące w skład powiatu zostały przekształcone w dzielnice (chiń. 區, qū). Ustawa weszła w życie 25 grudnia 2010 roku.
Populacja dzielnicy Sanxia w 2016 roku liczyła 114 180 mieszkańców – 56 873 kobiety i 57 307 mężczyzn. Liczba gospodarstw domowych wynosiła 41 992, co oznacza, że w jednym gospodarstwie zamieszkiwało średnio 2,72 osób.

## Demografia (2010–2016)
| Rok  | Liczba ludności | Gęstość zaludnienia | Kobiety | Mężczyźni | Gospodarstwa domowe |
| ---- | --------------- | ------------------- | ------- | --------- | ------------------- |
| 2010 | 103 450         | 540                 | 50 645  | 52 805    | 35 521              |
| 2011 | 105 629         | 551                 | 51 933  | 53 696    | 36 823              |
| 2012 | 107 794         | 563                 | 53 132  | 54 662    | 38 502              |
| 2013 | 110 010         | 574                 | 54 375  | 55 635    | 39 459              |
| 2014 | 111 588         | 582                 | 55 308  | 56 280    | 40 345              |
| 2015 | 112 708         | 588                 | 56 007  | 56 701    | 41 141              |
| 2016 | 114 180         | 596                 | 56 873  | 57 307    | 41 992              |